# Placostegus crystallinus
Placostegus crystallinus är en ringmaskart som först beskrevs av non Scacchi 1836, och fick sitt nu gällande namn av sensu Zibrowius 1968. Placostegus crystallinus ingår i släktet Placostegus och familjen Serpulidae. Inga underarter finns listade i Catalogue of Life.